# 1968年臺灣
|        | 臺灣歷史 \| 台灣歷史年表 |
| 世纪： | 19世纪臺灣 \| 20世纪臺灣 \| 21世纪臺灣 |
| 年代： | 1930年代臺灣 \| 1940年代臺灣 \| 1950年代臺灣 \| 1960年代臺灣 \| 1970年代臺灣 \| 1980年代臺灣 \| 1990年代臺灣                                           |
| 年份： | 1963年臺灣 \| 1964年臺灣 \| 1965年臺灣 \| 1966年臺灣 \| 1967年臺灣 \| 1968年臺灣 \| 1969年臺灣 \| 1970年臺灣 \| 1971年臺灣 \| 1972年臺灣 \| 1973年臺灣 |
| 纪年： | 戊申年（猴年）、中華民國57年 |

## 政府

### 國家正副元首

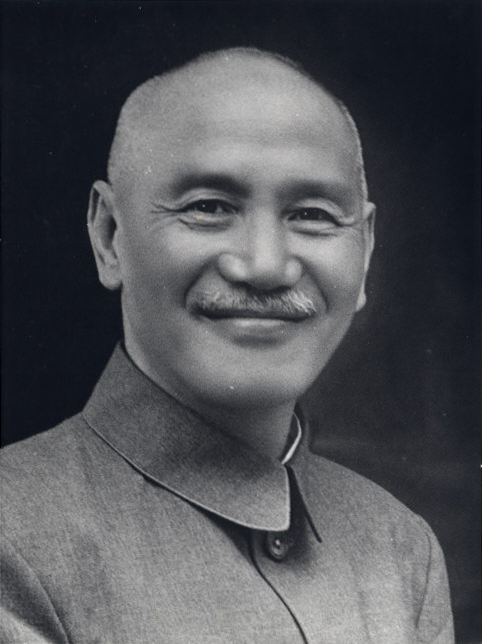
總統：蔣中正
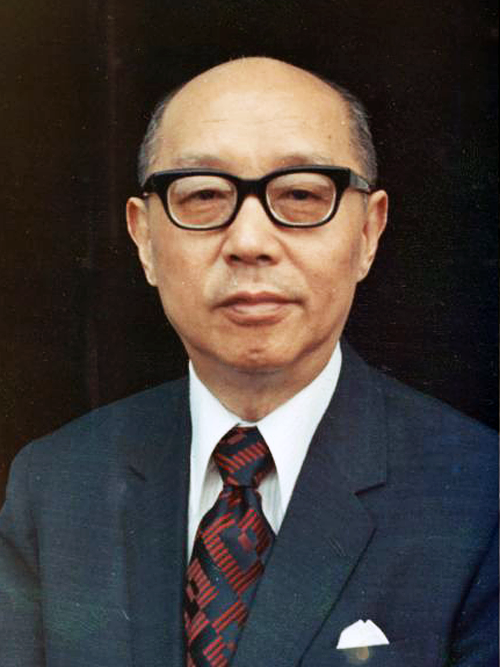
副總統：嚴家淦

### 五院首長

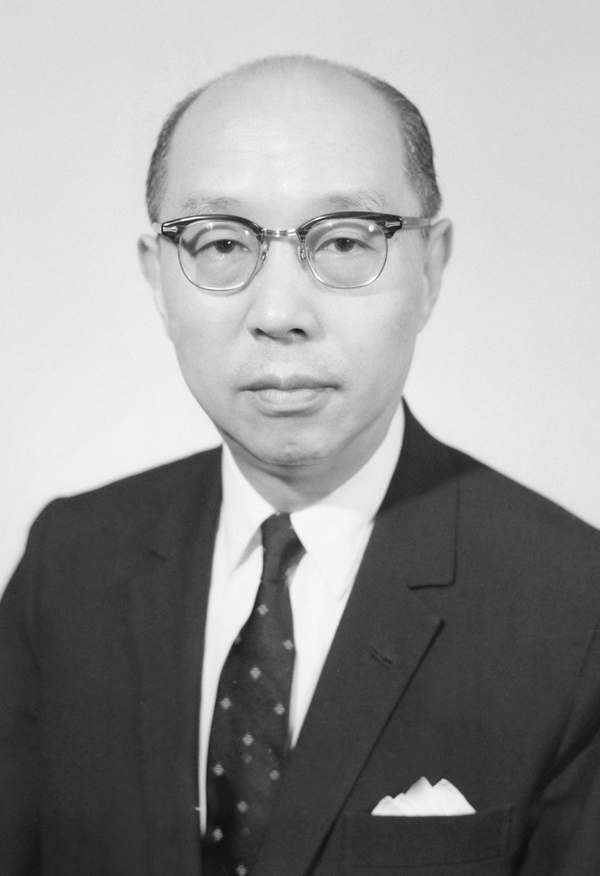
行政院院長：嚴家淦（副總統兼任）
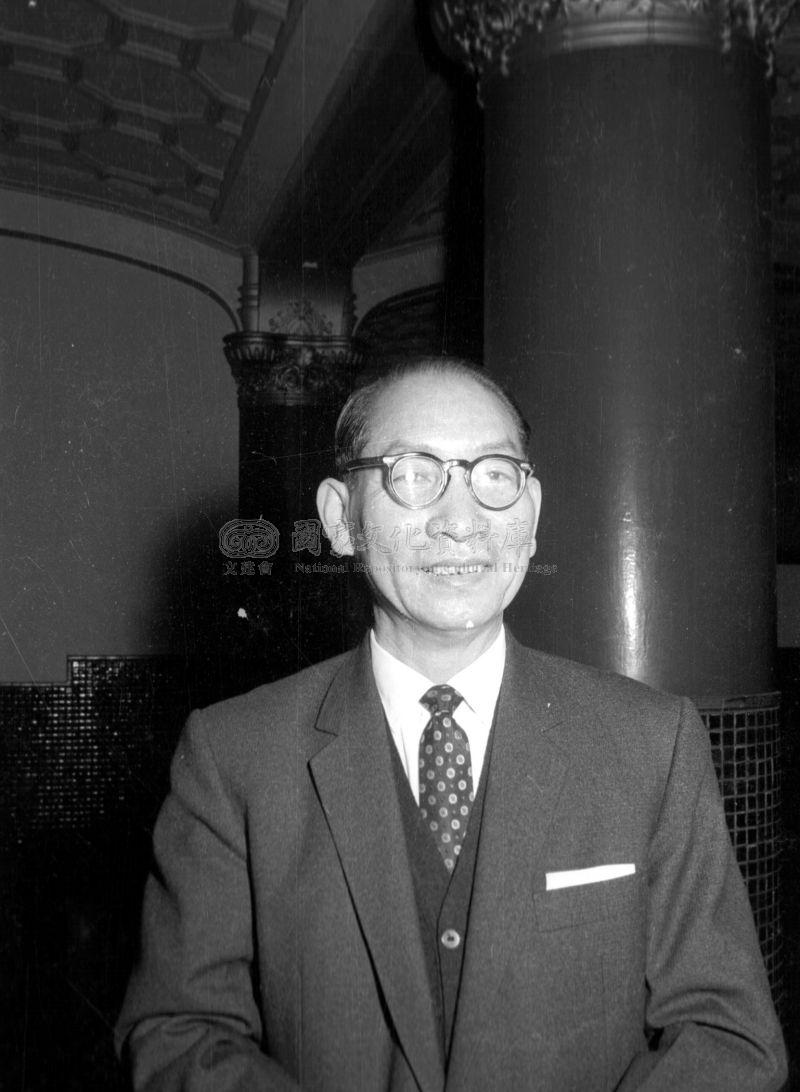
立法院院長：黃國書
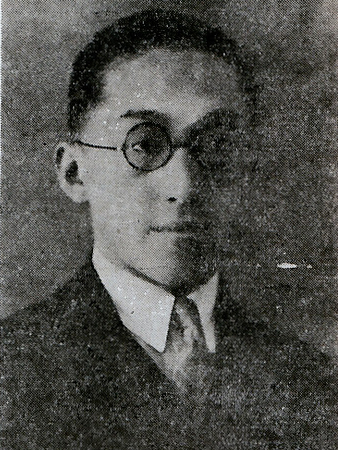
司法院院長：謝冠生
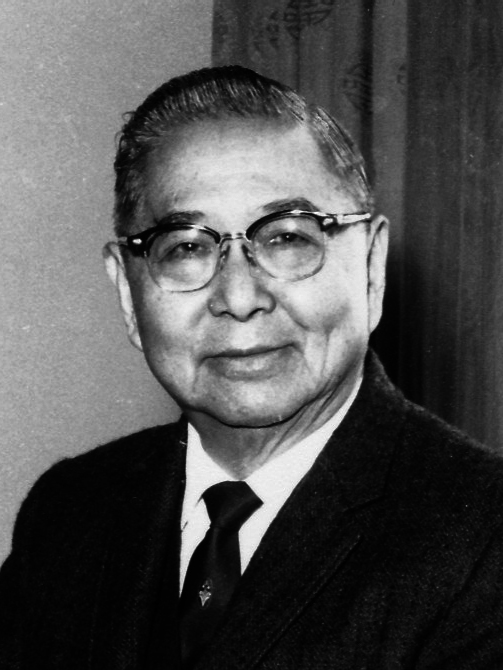
考試院院長：孫科
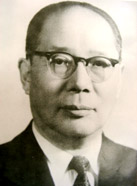
監察院院長：李嗣璁

### 省政府主席

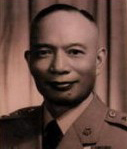
臺灣省政府主席：黃杰
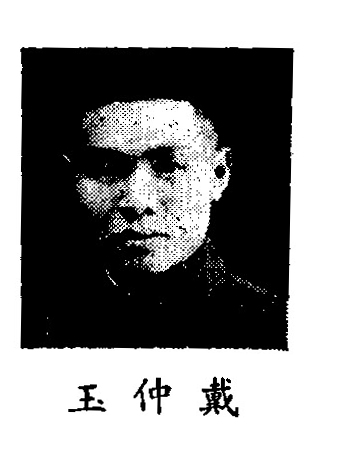
福建省政府主席：戴仲玉

## 大事記

### 1月

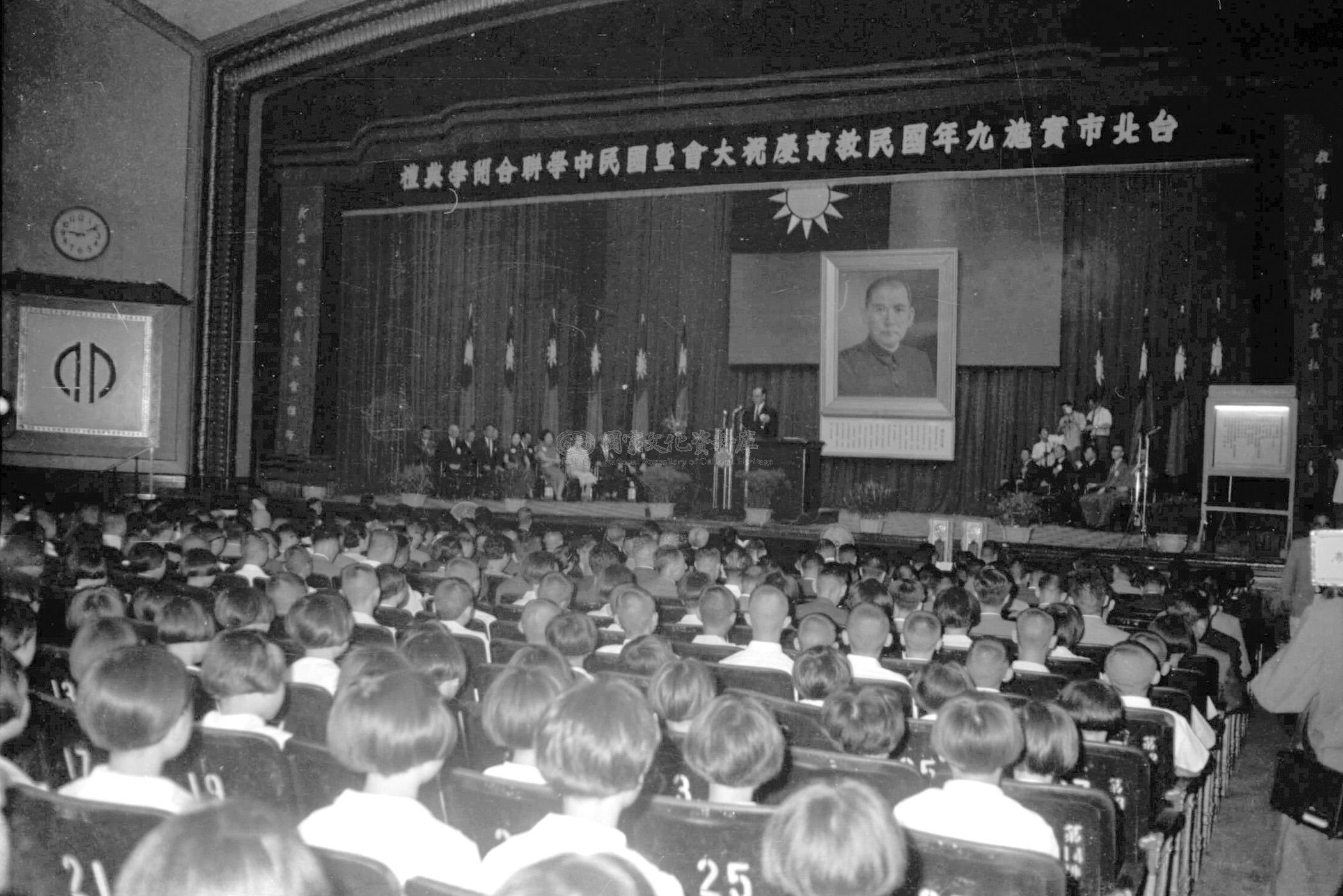
1968年9月9日，台北市舉辦實施臺灣九年國民義務教育慶祝大會暨國民中學聯合開學典禮。

- 蔣中正提名楊亮功為考試院副院長，經監察院票決同意[1]:118。
- 1月4日——副總統嚴家淦訪問泰國（1月5日、1月7日，與泰國總理他儂舉行會談；1月10日，發表聯合公報後，返臺。）；經濟部次長汪彝定宣布：外貿方向以農工業培養貿易，以貿易發展農工業[2]:748。
- 1月5日——外滙貿易審議委員會主任委員會徐柏園稱：去年對外貿易總值近15億美元，出超2,600萬美元[2]:748。
- 1月9日——蔣中正主持國家安全會議，提出「革新當前社會風氣指導綱領及實施要領」[2]:748。
- 1月26日——特任駐牙買加大使孫碧奇兼任駐巴貝多國大使[2]:749。
- 1月27日——公布「九年國民教育實施條例」（4月3日，教育部發布「國民中學教師儲備及職前訓練辦法」；5月6日，行政院指令臺灣省、臺北市暨福建省金門、馬祖地區為實施九年國教區域；5月31日，教育廳長潘振球宣布：九年國教準備工作完成。）[2]:749。

### 2月

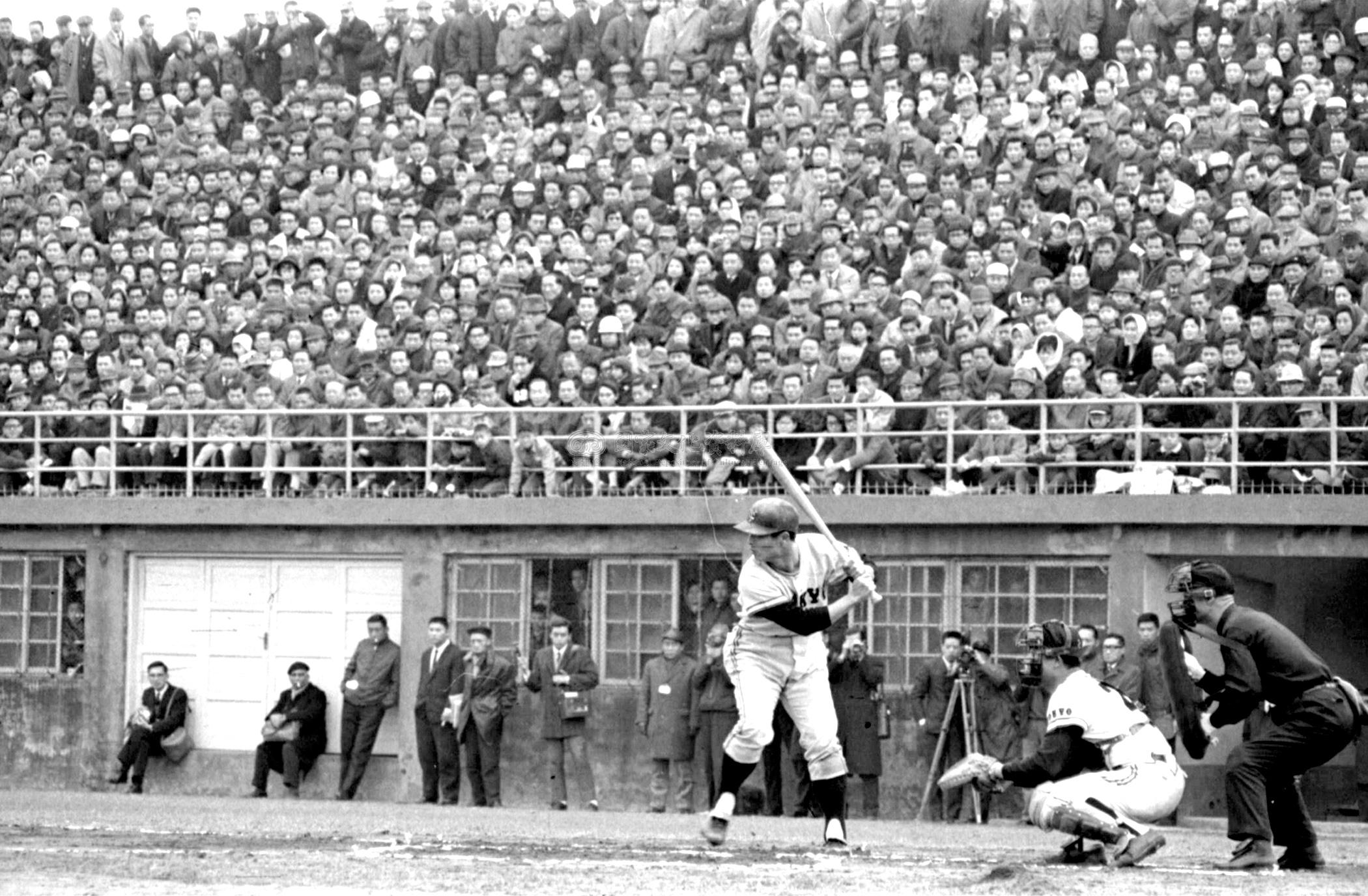
1969年2月25日，日本讀賣巨人棒球隊於台北市立棒球場分兩隊作一場表演賽。

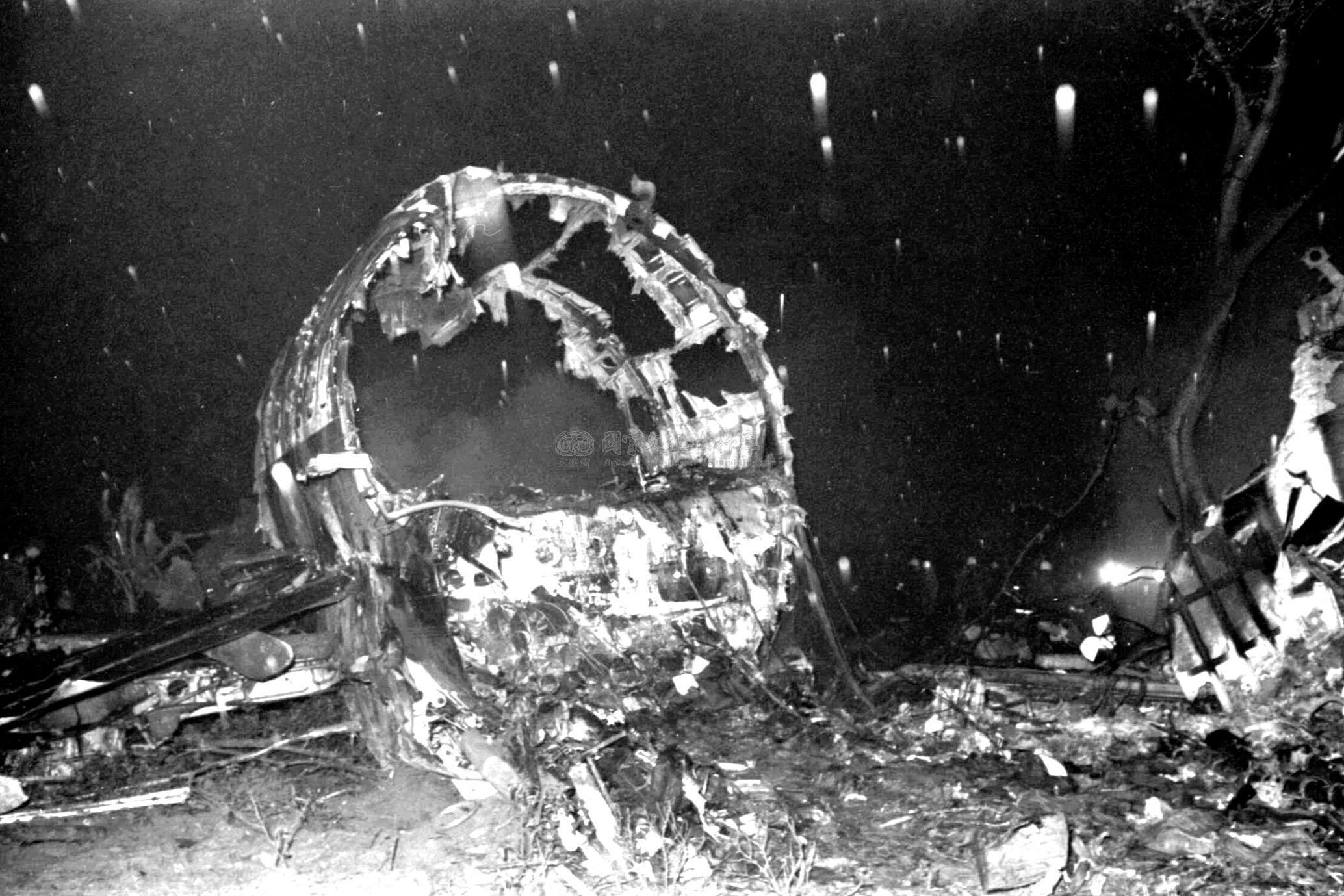
民航公司10號班機殘骸

- 蔣中正接見越南共和國駐臺大使陳善謙，對越南共和國重要城市近遭越共深表關切[1]:118。
- 2月1日——外交部次長沈錡率領特使團，訪問中美洲及加勒比海各國（4月17日，返臺）[2]:749。
- 2月9日——旅日棒球選手王貞治所屬日本讀賣巨人隊訪臺（1965年12月4日，王貞治返臺表演球技。）[2]:749。
- 2月16日——民航空運公司自香港到臺灣客機在林口墜毀，21人罹難（5月21日，交通部民航局核准其環島客運班機由中華航空公司接替；5月25日，國際民航駕駛會請求蔣中正停止民航運公司法院審判，由民航局再行調查。）[2]:749-750。
- 2月19日——與日本在東京簽約，售予日本食米6萬餘公噸[2]:750。
- 2月21日——特任沈怡為駐巴西大使[2]:750。
- 2月25日——教育部核中央大學在臺復校（10月16日，復校舉行開學典禮。）[2]:750。
- 2月27日——駐日大使陳之邁向日本政府嚴重抗議日本欲與外蒙建交企圖[2]:750。

### 3月
- 3月5日——美國國際開發總署駐臺代表處結束，中美基金交由政府自行決定運用[2]:750。
- 3月7日——外匯貿易審議委員會主任委員徐柏園稱：1967年度對外貿易總值共達14億5,900萬美元，比前年增加26%，創歷年最高紀錄；柏楊（郭衣洞）因「大力水手」漫畫風波，被調查局逮捕[2]:750。
- 3月8日——教育部決定成立國民教育督導委員會[2]:750。
- 3月15日——教育部國民體育委員會決定全面推展全民體育（9月17日，行政院核定「發展全民體育方案」。）；新任美國第七艦隊司令布蘭格（William F. Bringle）訪臺[2]:750。
- 3月30日——經濟部長李國鼎在立法院報告第五期四年經建措施為：林業改良、稻米增產，發展電子、精密儀器、造船、石油、化學、大鋼廠等工業，改善交通運輸，建設新社區等[2]:751。

### 4月
- 4月2日——財政部宣布自1969年度起停止愛國公債派募[2]:751。
- 4月10日——美國農業部長傅利曼（英语：Orville Lothrop Freeman）率團訪臺3天（4月12日，指出臺、美基於互惠原則，加強貿易關係。）[2]:752。
- 4月14日——交通部長孫運璿表示，政府決在高雄港建立貨櫃轉運中心，並在基隆港興建貨櫃碼頭[2]:752。
- 4月17日——行政院頒行修正「外匯貿易委員會組織規程」（9月19日，行政院為適應國際經濟發展趨勢，決撤銷外匯貿易審議委員會，設立外匯局及國際貿易局。）；總統府資政莫德惠逝世（吉林雙城人，到臺後擔任考試院長長達12年，有功於考試制度建立。）[2]:752。
- 4月21日——臺灣省投票選舉第四屆省議員及第六屆縣市長，國民黨取得17席，高雄市長首度由民社黨的楊金虎當選。（6月2日，第四屆省議會成立，謝東閔、蔡鴻文分別當選正、副議長。）[2]:752。
- 4月22日——與澳大利亞在坎培拉簽訂「中、澳貿易協定」[2]:752。
- 4月29日——臺灣省政府發布施行「臺灣省都市平均地權施行細則」[2]:752。
- 4月30日——中華文化復興運動推行委員會訂定推行「國民生活須知」[2]:752。

### 5月
- 5月1日——蔣中正與夫人宋美齡在陽明山中山樓舉行茶會招待美軍在華官員與眷屬[3]。
- 5月4日——教育部編列400萬元，翻譯世界名著，編印科學辭典[2]:752。
- 5月7日——農業專家趙連芳病逝（河南羅山人，畢生從事農業教育、科學研究，在水稻育種貢獻很大，是中國現代農業科學之先驅。）[2]:753。
- 5月10日——第一屆「中、韓經合會議」在漢城揭幕（5月11日，發表聯合公報，加強政、經聯繫。）；行政院通過「中、美航業相互免稅協定」[2]:753。

### 6月
- 6月3日——空軍C-46運輸機墜落於台南縣柳營鄉太康村農田，多年後當地民眾立七十二聖人廟以祭之[4]。
- 6月8日——蔣中正接見日本編輯訪臺團，重申堅決反對「兩個中國」立場，並強調日本如廢除「吉田書簡」，無異廢棄「中日和約」[2]:754；蔣指出中共為東亞災禍之源，所謂中立共存，將貽無窮禍害，日本應合作消弭危機[1]:119。
- 6月10日——臺灣省政府主席黃杰表示，配合實施職業教育及九年國教，禁設私立小學及初中[2]:754。
- 6月12日——前立法院長張道藩病逝（貴州盤縣人，歷任中國國民黨中央執行委員、中央宣傳部長、海外部長及第四屆立法院長。）[2]:754。
- 6月15日——水牛出版社「水牛文庫」開始出版[2]:754。
- 6月24日——特任沈錡為駐澳大利亞大使[2]:755。
- 6月26日——東京日本大學以名譽法學博士學位贈與蔣中正[1]:119。

### 7月
- 民主臺灣聯盟事件，陳映真（名永善）等36人被捕[2]:756。
- 7月1日——駐美大使周書楷代表政府與49國在華盛頓簽署「禁止核子武器擴散條約」（1969年12月12日，立法院通過「防止核武器蕃衍條約」。）[2]:755。臺北縣的南港鎮、景美鎮、內湖鄉、木柵鄉與陽明山管理局的士林鎮、北投鎮併入臺北市[5]。
- 7月2日——國際經濟合作發展委員會成立能源規劃發展小組，孫運璿任召集人[2]:755。
- 7月5日——任命桂宗堯、何鳳山與宓錫寵分別為駐宏都拉斯、玻利維亞、薩爾瓦多等國大使[2]:755。
- 7月10日——美國一艘護航艦在西雅圖移交臺灣，命名為「太原號」[2]:755。
- 7月19日——駐加拿大大使薛毓麒遞交備忘錄，對加國有承認中共意圖表示關切（1969年2月10日，對加國與中共進行建交接觸，再提抗議。）[2]:756。
- 7月20日——特任夏功權為駐紐西蘭大使[2]:756。
- 7月26日——美國駐聯合國大使包爾（George W. Ball）訪臺[2]:756。
- 7月28日——中央研究院院士會議選出楊忠道、馮元楨、王兆振、劉占鰲、盧致德、魏火曜、錢穆、顧應昌、郭廷以9位院士[2]:756。
- 7月30日——特任段茂瀾、苪正皋、杭立武、孫碧奇、凌崇熙、徐懋喜、姚守中分別為駐阿根廷、象牙海岸、希臘、菲律賓、牙買加、上伏塔、巴貝多等七國大使[2]:756。

### 8月
- 中國國民黨中常會通過以張寶樹為中央委員會秘書長[1]:119。
- 8月9日——經濟部成立聯合礦業研究所[2]:756。
- 8月10日——留美學生陳玉璽因在海外發表傾向支持中共之文章，經軍法判處7年徒刑[2]:757。
- 8月25日——紅葉少棒隊以7A比0，擊敗日本和歌山少棒隊[2]:757。
- 8月29日——駐菲律賓大使杭立武與菲外交部長羅慕斯（英语：Narciso Ramos）為處理逾期華僑問題達成協議，並簽署聯合聲明[2]:757。

### 9月
- 中華民國教育部政務次長鄧傳楷再次獲總統親授一等（特種大綬）景星勳章（1961年首次獲頒）。
- 9月1日——《徵信新聞報》改名為《中國時報》，開始發刊（1950年10月2日，創刊。）；长荣海运公司成立[2]:757。
- 9月3日——中國電視公司成立[2]:757。
- 9月5日——行政院核定撤銷財政部鹽政總局，恢復設置鹽政司[2]:757。
- 9月6日——中華民國與史瓦帝尼建交。
- 9月9日——九年國民教育正式實施，蔣中正頒發錄音訓詞[2]:757。
- 9月18日——行政院公布「大成至聖先師孔子誕辰紀念辦法」，自今年開始實施[2]:758。

### 10月
- 經濟部投審會核准日本三菱電機投資技術合作，中國菱電股份有限公司成立 。
- 10月7日——與日本之「中、日合作策進會」第十三次會議在臺北揭幕（10月9日，發表宣言，主張建立亞洲集體安全組織，阻止共產侵略。）[2]:758。
- 10月10日——國際奧林匹克委員會通過中華民國使用「中國－中華民國」名義，參加奧林匹克世界運動大會[2]:758。
- 10月16日——蔣中正私人代表張群赴日本，參加前日本首相吉田茂逝世週年追思會[2]:759。
- 10月19日——紀政在第十九屆墨西哥奧運會獲女子80公尺低欄決賽銅牌，並打破世界紀錄[2]:759。
- 10月22日——蘇聯記者維多克·路易斯抵臺，展開秘密外交（曾與國防部長蔣經國密談。）[2]:759。
- 10月29日——第一架由空軍自製之飛機「介壽號」完成並展示；特任外交部亞西司長蔡葩為駐利比亞王國大使（1969年1月27日，呈遞到任國書。）[2]:759。

### 11月
- 11月3日——楊傳廣發起1人1元籌建體育館運動，獲熱烈響應（12月5日，臺灣省政府通令機關學校及公營機構加強推行。）[2]:759。
- 11月9日——教育部長閻振興在立法院報告：政府為發展科學教育，1968年度編列經費9,000餘萬元，改善科學研究設備[2]:760。
- 11月12日——中華文化復興運動推行委員會通過12項工作計畫，以增進國民德智體群育修養[2]:760。
- 11月14日——與新加坡達成協議，互設商務代表團，並辦理領事事務（1969年1月2日，互設商務專員；5月2日，駐新坡貿易代表團辦事處成立。）[2]:760。
- 11月20日——外交部次長楊西崑在國家安全會議報告聯合國表決中國代表權問題結果，58對票，23票棄權否決「排我納匪案」，73對47票，5票棄權通過「重要問題案」[2]:760。
- 11月24日——「中國經濟建設研究會」成立[2]:760。

### 12月
- 12月6日——中華民國國防部部長蔣經國與教育部部長閻振興同意將教育電視廣播電台（教育電視台）擴建為中華電視台[6]。
- 12月10日——前日本首相岸信介訪臺3天[2]:761。
- 12月29日——教育部長閻振興表示：今後教育政策以發展職業教育、培養專業人才和強化科學教育為重點[2]:761。
- 12月31日——特任張導民為審計部審計長，周宏濤為行政院主計長[2]:761。

## 出生
参见： 1968年出生
- 1月1日——劉敏宏：鍵盤手、鋼琴家。
- 1月2日——北辰：政治人物、軍事人物。
- 1月3日——許培育：漫畫家。
- 1月5日——
  - 賴香伶，工運人士。現任臺北市政府勞動局局長。
  - 盛治仁：政治學家。
  - 趙映光：政治人物，是趙心瑜之兄，曾任臺北市選舉委員會監察委員。
  - 林琨瀚：棒球教練，是林琨瑋之弟。
- 1月8日——
  - 廖志賢：賽車手、企業家，曾開設飲料店品牌。
  - 林國春：政治人物、警務人員。
  - 李逸驊：籃球教練。
- 1月10日——木笛：漫畫家。
- 1月12日——許添盛：醫師。
- 1月14日——
  - 伍佰，歌手。
  - 葉壽山：政治人物。
- 1月20日——朱信強：政治人物。
- 1月21日——
  - 管中祥，學者。長期參與媒體改革運動、並關注人權與文化議題。
  - 陳琦豐：棒球教練。
- 1月23日——汪建民：演員，以《台灣靈異事件》飾演「鐵頭」一角而爆紅。
- 1月27日——傅靜凡：社會運動人士。
- 1月29日——曾國城，藝人。
- 2月1日——陳劍松：政治人物。
- 2月5日——李之勤：歌手、演員、主持人。
- 2月7日——詹慶齡：主持人、新聞主播。
- 2月10日——黃乃芸：食品科學家，曾任衛生署食品藥物管理局輸入食品審查委員。
- 2月11日——王識賢，歌手、演員。
- 2月18日——
  - 陳嘉君，野百合學運中的学生领袖之一，施明德妻子，人權、歷史工作者。
  - 師瓊瑜：作家。
- 2月22日——趙英華：演員、主持人，以《台灣靈異事件》飾演「王玉芳」一角而爆紅，曾於1988年中國小姐獲選第二名。
- 2月23日——洪瑞襄：歌手、演員。
- 2月26日——侯志正：小號演奏家。
- 2月29日——王尚智：新聞主播、廣播主持人、製作人。
- 3月2日——廖元豪：法學家。
- 3月4日——伊能靜，歌手、演員。與裘海正和方文琳組成演唱團體「飛鷹三姝」。
- 3月9日——黃士偉：相聲。
- 3月10日——
  - 洪智育：導演。
  - 李性蓁：作家。
- 3月17日——黃品源：歌手、演員、主持人，以《你怎麼捨得我難過》為成名曲。
- 3月18日——張錫銘，重大通緝犯。
- 3月20日——黃宏成：常年競選人。
- 3月28日——
  - 張其祿：政治人物。
  - 陳秀桂：企業家，是從日本引進七田真的幼兒教學方法。
- 3月31日——邱心志：演員。
- 4月12日——
  - 侯炳瑩：演員。
  - 史哲維：新聞主播。
- 4月17日——張文宗：棒球教練。
- 4月25日——
  - 謝祖武，男演員。
  - 李健光：新聞主播。
- 4月26日——詹姆士：廚師。
- 5月3日——黃裕昇：製作人。
- 5月5日——王金龍：數學家。
- 5月8日——吳昌期：教育工作者。
- 5月13日——
  - 顏志琳，排灣族歌手。與尤秋興合組「動力火車」。
  - 尹昭德：演員。
- 5月19日——曹蘭：歌手、演員、主持人。
- 5月20日——江志豐：歌手，是龍千玉之弟。
- 5月23日——
  - 徐曉晰：主持人。
  - 蘇家賢：畫家。
- 6月2日——方岑，女演員。
- 6月7日——陳鎮川：導演、製作人、經紀人。
- 6月15日——楊心希：歌手、法官。
- 6月20日——
  - 石安妮：歌手、演員、主持人。
  - 顏聖冠：政治人物。
- 6月21日——蝴蝶：作家。
- 6月24日——袁惟仁：歌手、主持人，是陸元琪前夫，為凡人二重唱成員之一。
- 6月25日——周雅玲：政治人物，是周雅淑之妹。
- 6月28日——趙正平：演員、導演、製作人、通告藝人，是景行廳男孩成員之一。
- 6月29日——張瑞竹：演員。
- 7月1日——蕭赫麟：常年競選人。
- 7月2日——張靜懿：歌手、演員、主持人，是紅唇族成員之一。
- 7月3日——
  - 吳倩蓮，歌手、演員。
  - 游萬豐：政治人物，曾任僑務委員會僑務委員。
- 7月5日——陳艾湄：歌手，與高明駿合唱《誰說我不在乎》而爆紅。
- 7月6日——陳貴人：足球教練。
- 7月7日——
  - 王毓雅：導演、製片人。
  - 蔣絜安：政治人物。
- 7月9日——范雲，社會學學者。曾為野百合學運領袖之一、社民黨召集人，臺大社會系副教授。
- 7月21日——林金結：政治人物。
- 7月22日——羅時豐：歌手、演員、主持人。
- 7月24日——宋少卿，相聲男演員。相聲瓦舍創辦人。
- 7月29日——胡鴻達：演員。
- 7月30日——庹宗康，主持人、歌手。
- 7月31日——Juby：導遊、演員、主持人，是馬兆駿遺孀，現改嫁湯志偉。
- 8月2日——黃倩萍：新聞主播。
- 8月13日——蕭薔：演員、模特兒。
- 8月15日——雷光夏：歌手、作曲家、配音員，是雷驤之女。
- 8月16日——吳洛纓：編劇。
- 8月19日——林益世，政治人物。曾任國民黨青年團總團長、行政院秘書長。因索賄案下臺。
- 8月25日——林葉亭：歌手、通告藝人、時尚設計師。
- 8月30日——洪麗萍：政治人物。
- 9月4日——林仁杰：演員、導演。
- 9月5日——張瀚天：政治人物。
- 9月6日——荒山亮：歌手。
- 9月8日——
  - 黃中原：歌手。
  - 柯裕棻：作家。
- 9月11日——王震緒：小說家，是移居日本的台灣作家。
- 9月15日——陳癸佑：政治人物、警務人員，曾任水里鄉鄉長。
- 9月23日——林芳雪：演員、配音員。
- 9月24日——顏艾琳：詩人。
- 9月25日——蔡旺詮：政治人物。
- 9月26日——王瑞霞，台語女歌手。代表作有〈絕情雨〉、〈小姐請你乎我愛〉。
- 9月27日——
  - 蔡岳勳：演員、導演，是小惠之夫，以2001年執導《流星花園》為知名作品。
  - 王頌恩：雙簧管演奏家。
- 9月30日——朱淑華：廣播主持人。
- 10月1日——王時思：政治人物，是王時齊之姊。
- 10月2日——楊寶瑋：演員。
- 10月3日——呂東杰：政治人物。
- 10月4日——蔣念祖：法學家。
- 10月7日——陳俊生：演員、模特兒。
- 10月12日——
  - 徐榛蔚，政治人物。現任立法委員，傅崐萁之妻。
  - 董永興：棒球捕手。
- 10月13日——
  - 林珮君：演員。
  - 高為元：生物醫學家。
- 10月15日——岳翎：演員。
- 10月16日——劉耀仁：政治人物。
- 10月17日——廖敏雄，棒球選手。曾加入中華職棒時報鷹隊。
- 10月19日——李晶玉，新聞主播、主持人。
- 10月20日——
  - 李康生：演員、導演、編劇。
  - 許宇甄：政黨工作者。
- 10月21日——林奕華，政治人物。曾任國民黨文傳會主委、臺北市議員。現任新北市政府教育局局長。
- 10月23日——陳尚志：政治學家。
- 10月25日——謝璧蓮：新聞主播。
- 10月26日——莊永新：漫畫家。
- 10月28日——高明偉：演員、婚禮主持人。
- 10月30日——游鴻明，男歌手，代表作有〈愛我的人和我愛的人〉。
- 10月31日——
  - 高思博，政治人物。曾任立法委員、蒙藏委員會委員。
  - 柯淑敏：政治人物。
- 11月1日——陳昭榮，男演員。
- 11月4日——陳信瑜：政治人物。
- 11月6日——楊致遠，雅虎（Yahoo!）創始人及前任執行長。
- 11月7日——王必勝：政治人物、醫師。
- 11月8日——吳安琪：新聞主播。
- 11月9日——陳該發：棒球選手，是首位達成完全打擊的球員。
- 11月16日——
  - 成英姝：作家。
  - 蔡雨倫：歌手，是憂歡派對成員之一。
- 11月17日——張瑀庭：記者、助理教授、美食評論家。
- 11月20日——童琮輝：棒球選手。
- 11月22日——王惠美，政治人物。曾任鹿港鎮長、彰化縣議員，現任立法委員。
- 11月23日——童愛玲：演員。
- 11月24日——王彩樺：歌手、諧星、演員、主持人，以《保庇》為成名曲。
- 11月29日——林學冠：幕僚，曾任林張久美、林珮涵、林佩樂等議員的助理。
- 12月1日——
  - 林谷珍：配音員。
  - 黃建宏：教授、藝術策展人。
- 12月2日——黃承遠：畫家。
- 12月5日——張立威：演員。
- 12月13日——楊麗菁：演員。
- 12月14日——楊昱泓：吉他手。
- 12月26日——許忠富：政治人物。

## 逝世
- 3月2日——劉啟光，政治人物、情治人員。被指在二二八事件中協助國民政府鎮壓臺灣人。（1905年出生）
- 6月6日——彭華英，日治時期社會運動參與者。蔡阿信之夫。（1893年出生）
- 6月12日——張道藩，政治人物。曾任中華民國行政院院長。（1897年出生）
- 6月16日——林呈祿，報紙編輯、日治時期社會運動參與者。《台灣新民報》編輯。（1886年出生）
- 11月10日——陳華宗，政治人物。日治時期曾任學甲庄長，戰後出任臺南縣議會議長、臺灣省議員。（1904年出生）